# Milà-Sanremo
La clàssica ciclista Milà-Sanremo és una de les proves amb més història i importància del calendari ciclista italià i mundial. Entre 1989 i 2004 va formar part del calendari de la Copa del Món de ciclisme i actualment forma part del calendari UCI World Tour.
És una prova d'un dia, sobre un recorregut d'uns 300 quilòmetres, amb diverses pujades com el Passo del Turchino o el Poggio. És coneguda amb el sobrenom de classicissima o cursa de primavera i acostuma a disputar-se el darrer dissabte de març. La primera edició se celebrà el 1907 i des d'aleshores ha estat ininterrompuda excepte en els períodes de les guerres mundials. Entre els vencedors de la prova destaquen Eddy Merckx (vencedor en 7 ocasions) o el català Miquel Poblet.
Conjuntament al Tour de Flandes, la París-Roubaix, la Lieja-Bastogne-Lieja i la Volta a Llombardia, la Milà-Sanremo és un dels cinc «monuments del ciclisme».

## Palmarès
| Any  | Vencedor                | Segon                   | Tercer               |
| ---- | ----------------------- | ----------------------- | -------------------- |
| 1907 | Lucien Petit-Breton     | Gustave Garrigou        | Giovanni Gerbi       |
| 1908 | Cyrille Van Hauwaert    | Luigi Ganna             | André Pottier        |
| 1909 | Luigi Ganna             | Émile Georget           | Giovanni Cuniolo     |
| 1910 | Eugène Christophe       | Giovanni Cocchi         | Giovanni Marchese    |
| 1911 | Gustave Garrigou        | Louis Trousselier       | Luigi Ganna          |
| 1912 | Henri Pélissier         | Gustave Garrigou        | Jules Masselis       |
| 1913 | Odile Defraye           | Louis Mottiat           | Ezio Corlaita        |
| 1914 | Ugo Agostoni            | Carlo Galetti           | Charles Crupelandt   |
| 1915 | Ezio Corlaita           | Luigi Lucotti           | Angelo Gremo         |
| 1917 | Gaetano Belloni         | Costante Girardengo     | Angelo Gremo         |
| 1918 | Costante Girardengo     | Gaetano Belloni         | Ugo Agostoni         |
| 1919 | Angelo Gremo            | Costante Girardengo     | Giuseppe Oliveri     |
| 1920 | Gaetano Belloni         | Henri Pélissier         | Costante Girardengo  |
| 1921 | Costante Girardengo     | Giovanni Brunero        | Giuseppe Azzini      |
| 1922 | Giovanni Brunero        | Costante Girardengo     | Bartolomeo Aymo      |
| 1923 | Costante Girardengo     | Gaetano Belloni         | Giuseppe Azzini      |
| 1924 | Pietro Linari           | Gaetano Belloni         | Costante Girardengo  |
| 1925 | Costante Girardengo     | Giovanni Brunero        | Pietro Linari        |
| 1926 | Costante Girardengo     | Nello Ciaccheri         | Egidio Picchiottino  |
| 1927 | Pietro Chesi            | Alfredo Binda           | Domenico Piemontesi  |
| 1928 | Costante Girardengo     | Alfredo Binda           | Giovanni Brunero     |
| 1929 | Alfredo Binda           | Leonida Frascarelli     | Pio Caimmi           |
| 1930 | Michele Mara            | Pio Caimmi              | Domenico Piemontesi  |
| 1931 | Alfredo Binda           | Learco Guerra           | Domenico Piemontesi  |
| 1932 | Alfredo Bovet           | Alfredo Binda           | Michele Mara         |
| 1933 | Learco Guerra           | Alfredo Bovet           | Pietro Rimoldi       |
| 1934 | Jef Demuysere           | Giovanni Cazzulani      | Francesco Camusso    |
| 1935 | Giuseppe Olmo           | Learco Guerra           | Mario Cipriani       |
| 1936 | Angelo Varetto          | Carlo Romanatti         | Olimpio Bizzi        |
| 1937 | Cesare Del Cancia       | Pierino Favalli         | Marco Cimatti        |
| 1938 | Giuseppe Olmo           | Pierino Favalli         | Alfredo Bovet        |
| 1939 | Gino Bartali            | Aldo Bini               | Osvaldo Bailo        |
| 1940 | Gino Bartali            | Pietro Rimoldi          | Aldo Bini            |
| 1941 | Pierino Favalli         | Mario Ricci             | Pietro Chiappini     |
| 1942 | Adolfo Leoni            | Antonio Bevilacqua      | Pierino Favalli      |
| 1943 | Cino Cinelli            | Glauco Servadei         | Quirino Toccacelli   |
| 1946 | Fausto Coppi            | Lucien Teisseire        | Mario Ricci          |
| 1947 | Gino Bartali            | Ezio Cecchi             | Sergio Maggini       |
| 1948 | Fausto Coppi            | Vittorio Rossello       | Fermo Camellini      |
| 1949 | Fausto Coppi            | Vito Ortelli            | Fiorenzo Magni       |
| 1950 | Gino Bartali            | Nedo Logli              | Oreste Conte         |
| 1951 | Louison Bobet           | Pierre Barbotin         | Loretto Petrucci     |
| 1952 | Loretto Petrucci        | Giuseppe Minardi        | Serge Blusson        |
| 1953 | Loretto Petrucci        | Giuseppe Minardi        | Valère Ollivier      |
| 1954 | Rik Van Steenbergen     | Francis Anastasi        | Giuseppe Favero      |
| 1955 | Germain Derycke         | Bernard Gauthier        | Jean Bobet           |
| 1956 | Alfred De Bruyne        | Fiorenzo Magni          | Joseph Planckaert    |
| 1957 | Miquel Poblet i Orriols | Alfred De Bruyne        | Brian Robinson       |
| 1958 | Rik Van Looy            | Miquel Poblet i Orriols | André Darrigade      |
| 1959 | Miquel Poblet i Orriols | Rik Van Steenbergen     | Léon Van Daele       |
| 1960 | René Privat             | Jean Graczyk            | Yvo Molenaers        |
| 1961 | Raymond Poulidor        | Rik Van Looy            | Rino Benedetti       |
| 1962 | Émile Daems             | Yvo Molenaers           | Louis Proost         |
| 1963 | Joseph Groussard        | Rolf Wolfshohl          | Willy Schroeders     |
| 1964 | Tom Simpson             | Raymond Poulidor        | Willy Bocklant       |
| 1965 | Arie den Hartog         | Vittorio Adorni         | Franco Balmamion     |
| 1966 | Eddy Merckx             | Adriano Durante         | Herman Van Springel  |
| 1967 | Eddy Merckx             | Gianni Motta            | Franco Bitossi       |
| 1968 | Rudi Altig              | Charly Grosskost        | Adriano Durante      |
| 1969 | Eddy Merckx             | Roger De Vlaeminck      | Marino Basso         |
| 1970 | Michele Dancelli        | Gerben Karstens         | Eric Leman           |
| 1971 | Eddy Merckx             | Felice Gimondi          | Gösta Pettersson     |
| 1972 | Eddy Merckx             | Gianni Motta            | Marino Basso         |
| 1973 | Roger De Vlaeminck      | Wilmo Francioni         | Felice Gimondi       |
| 1974 | Felice Gimondi          | Eric Leman              | Roger De Vlaeminck   |
| 1975 | Eddy Merckx             | Francesco Moser         | Guy Sibille          |
| 1976 | Eddy Merckx             | Wladimiro Panizza       | Michel Laurent       |
| 1977 | Jan Raas                | Roger De Vlaeminck      | Wilfried Wesemael    |
| 1978 | Roger De Vlaeminck      | Giuseppe Saronni        | Alessio Antonini     |
| 1979 | Roger De Vlaeminck      | Giuseppe Saronni        | Knut Knudsen         |
| 1980 | Pierino Gavazzi         | Giuseppe Saronni        | Jan Raas             |
| 1981 | Alfons De Wolf          | Roger De Vlaeminck      | Jacques Bossis       |
| 1982 | Marc Gomez              | Alain Bondue            | Moreno Argentin      |
| 1983 | Giuseppe Saronni        | Guido Bontempi          | Jan Raas             |
| 1984 | Francesco Moser         | Sean Kelly              | Eric Vanderaerden    |
| 1985 | Hennie Kuiper           | Teun van Vliet          | Silvano Riccò        |
| 1986 | Sean Kelly              | Greg LeMond             | Mario Beccia         |
| 1987 | Erich Maechler          | Eric Vanderaerden       | Guido Bontempi       |
| 1988 | Laurent Fignon          | Maurizio Fondriest      | Steven Rooks         |
| 1989 | Laurent Fignon          | Frans Maassen           | Adriano Baffi        |
| 1990 | Gianni Bugno            | Rolf Gölz               | Gilles Delion        |
| 1991 | Claudio Chiappucci      | Rolf Sørensen           | Eric Vanderaerden    |
| 1992 | Sean Kelly              | Moreno Argentin         | Johan Museeuw        |
| 1993 | Maurizio Fondriest      | Luca Gelfi              | Maximilian Sciandri  |
| 1994 | Giorgio Furlan          | Mario Cipollini         | Adriano Baffi        |
| 1995 | Laurent Jalabert        | Maurizio Fondriest      | Stefano Zanini       |
| 1996 | Gabriele Colombo        | Oleksandr Gontxenkov    | Michele Coppolillo   |
| 1997 | Erik Zabel              | Alberto Elli            | Biagio Conte         |
| 1998 | Erik Zabel              | Emmanuel Magnien        | Frédéric Moncassin   |
| 1999 | Andrei Txmil            | Erik Zabel              | Zbigniew Spruch      |
| 2000 | Erik Zabel              | Fabio Baldato           | Óscar Freire Gómez   |
| 2001 | Erik Zabel              | Mario Cipollini         | Romāns Vainšteins    |
| 2002 | Mario Cipollini         | Fred Rodriguez          | Markus Zberg         |
| 2003 | Paolo Bettini           | Mirko Celestino         | Luca Paolini         |
| 2004 | Óscar Freire Gómez      | Erik Zabel              | Stuart O'Grady       |
| 2005 | Alessandro Petacchi     | Danilo Hondo            | Thor Hushovd         |
| 2006 | Filippo Pozzato         | Alessandro Petacchi     | Luca Paolini         |
| 2007 | Óscar Freire Gómez      | Allan Davis             | Tom Boonen           |
| 2008 | Fabian Cancellara       | Filippo Pozzato         | Philippe Gilbert     |
| 2009 | Mark Cavendish          | Heinrich Haussler       | Thor Hushovd         |
| 2010 | Óscar Freire Gómez      | Tom Boonen              | Alessandro Petacchi  |
| 2011 | Matthew Harley Goss     | Fabian Cancellara       | Philippe Gilbert     |
| 2012 | Simon Gerrans           | Fabian Cancellara       | Vincenzo Nibali      |
| 2013 | Gerald Ciolek           | Peter Sagan             | Fabian Cancellara    |
| 2014 | Alexander Kristoff      | Fabian Cancellara       | Ben Swift            |
| 2015 | John Degenkolb          | Alexander Kristoff      | Michael Matthews     |
| 2016 | Arnaud Démare           | Ben Swift               | Jürgen Roelandts     |
| 2017 | Michał Kwiatkowski      | Peter Sagan             | Julian Alaphilippe   |
| 2018 | Vincenzo Nibali         | Caleb Ewan              | Arnaud Démare        |
| 2019 | Julian Alaphilippe      | Oliver Naesen           | Michał Kwiatkowski   |
| 2020 | Wout van Aert           | Julian Alaphilippe      | Michael Matthews     |
| 2021 | Jasper Stuyven          | Caleb Ewan              | Wout van Aert        |
| 2022 | Matej Mohorič           | Anthony Turgis          | Mathieu van der Poel |
| 2023 | Mathieu van der Poel    | Filippo Ganna           | Wout van Aert        |
| 2024 | Jasper Philipsen        | Michael Matthews        | Tadej Pogačar        |
| 2025 | Mathieu van der Poel    | Filippo Ganna           | Tadej Pogačar        |